# Indywidualne środki ochrony przed skażeniami
Indywidualne środki ochrony przed skażeniami – środki przeznaczone do indywidualnej ochrony całej powierzchni ciała ludzkiego oraz dróg oddechowych i oczu przed skażeniem środkami trującymi, promieniotwórczymi oraz zakażeniem środkami biologicznymi. Dzielą się na: środki ochrony skóry (płaszcze, rękawice, i pończochy ochronne, lekka odzież ochronna, umundurowanie impregnowane) oraz środki ochrony dróg oddechowych i oczu (maski przeciwgazowe itp.).